# ناحیه دیدگوری
ناحیه دیدگوری (به لاتین: Didgori District) یک منطقهٔ مسکونی و ناحیه در گرجستان است که در تفلیس واقع شده‌است. 